# Petyr Chubczew
Petyr Kynczew Chubczew (ur. 26 lutego 1964 w Głożenie, niedaleko Łoweczu) – bułgarski piłkarz grający na pozycji środkowego obrońcy, oraz trener piłkarski.

## Kariera piłkarska
Jest wychowankiem Liteksu Łowecz. W 1989 przeszedł do Lewskiego Sofia, gdzie grał przez kolejne cztery lata. W tym czasie zdobył mistrzostwo i dwa Puchary kraju. Pod koniec 1993 wyjechał do Niemiec, do Hamburger SV. W jego barwach w Bundeslidze rozegrał łącznie 65 meczów. Po odejściu z Hamburga trafił do Eintrachtu Frankfurt, w którym – w 2001 – zakończył piłkarską karierę. Ostatnie dwa sezony występował w drugiej lidze.
Należy do najlepszego pokolenia bułgarskich piłkarzy. Był członkiem drużyny prowadzonej przez Dimityra Penewa, która w pierwszej połowie lat 90. dotarła do półfinału mistrzostw świata (Mundial 1994) oraz zaliczyła debiutancki start w mistrzostwach Europy (Euro 1996). Na pierwszym turnieju Chubczew, jako jeden z dwóch piłkarzy bułgarskich, wystąpił we wszystkich meczach w pełnym wymiarze czasowym. Dwa lata później również był podstawowym graczem reprezentacji.

## Kariera szkoleniowa
Po zakończeniu piłkarskiej kariery przez dwa lata pomagał Płamenowi Markowowi w prowadzeniu drużyny narodowej, a po jego rezygnacji został asystentem Christo Stoiczkowa. Równocześnie od grudnia 2005 był trenerem drugiej drużyny Eintrachtu Frankfurt. W 2008 pracował na tym samym stanowisku w VfL Wolfsburg.
Latem 2009 powrócił do kraju. Został szkoleniowcem grającego w drugiej lidze Czernomorca Pomorie. Rok później doprowadził go do finału Pucharu Bułgarii, w którym jego podopieczni ulegli 0:1 Beroe Starej Zagora. W lidze jednak zajął z nim dopiero siódme miejsce. Dobrą passę kontynuował jednak w kolejnym sezonie: Czernomorec na koniec rozgrywek 2010–2011 był drugi, dzięki czemu wywalczył prawo do gry w barażach o miejsce w ekstraklasie. W pierwszym meczu barażowym wygrał 2:1 ze Sportistem Swoge, w drugim zaś zwyciężył 3:0 z Widimą-Rakowski Sewliewo. Dzięki temu klub po raz pierwszy w historii awansował do ekstraklasy, jednak ostatecznie w niej nie zagrał, bo Bułgarski Związek Piłki Nożnej nie przyznał mu licencji.
W sprzeciwie wobec tej decyzji Chubczew złożył dymisję i wraz ze swoim sztabem szkoleniowym odszedł do występującego w II lidze Botewu Płowdiw. Jednak tu pracował tylko przez pięć miesięcy: w październiku 2011 został zastąpiony przez Milena Radukanowa.

## Sukcesy
| Kariera piłkarska - Lewski Sofia: - mistrzostwo Bułgarii 1993, - Puchar Bułgarii 1991 i 1992 - reprezentacja Bułgarii: - IV miejsce na Mundialu 1994, - start na Euro 1996 (faza grupowa) | Kariera szkoleniowa - Czernomorec Pomorie: - awans do ekstraklasy w sezonie 2010–2011, - finał Pucharu Bułgarii 2010 |